# Одесский Горсовет (сухогруз)
«Одесский Горсовет» — советский сухогруз, принимавший активное участие в Великой Отечественной войне в качестве грузового судна.

## История
Об истории «Одесского Горсовета» известно очень мало. В основном все сведения были получены дайверами, которые часто посещают остов судна и от местных жителей: в частности, известное дайверам современное название судна произошло от надписи на одном из его спасательных кругов — если верить воспоминаниям очевидцев трагедии, то судно называлось «Горсовет», порт приписки — Одесса.
По одному из наиболее «популярных» описаний судьбы сухогруза, «Одесский Горсовет» был построен в начале 1930-х годов и являлся обычным «рядовым» судном. С началом Великой Отечественной войны небольшие (по грузоподъёмности и своим линейным размерам) плавсредства превратились в грузовые корабли, которым отводилась роль «снабженцев» фронта (доставка оружия, провизии, снаряжения) и тыла (здесь ключевую позицию занимал вопрос продовольствия).
Экипажу «Одесского Горсовета» предстояло выполнить не менее ответственное задание, которое заключалось в перевозке мешков муки голодающим жителям Анапы.
Неизвестно, сколько успешных рейсов удалось сделать команде этого сравнительно небольшого рабочего судна. Неизвестны и многие другие подробности, например, дата и время гибели (историки ограничиваются формулировкой «зима 1941—1942 гг.»), причина затопления (существуют две основных версии: авианалёт и торпедная атака). Часть экипажа судна после повреждения его врагом пересидела непогоду на борту, а часть поплыла к берегу на шлюпках и подручных средствах, при этом многие из них утонули в бурном прибое. Со слов старожилов посёлка Витязево, тела моряков были захоронены в братской могиле на пляже, поверх которой из камней была воздвигнута пирамида, на ней был закреплён спасательный круг судна. Сохранилась ли эта могила, неизвестно.

## Современное состояние
В настоящее время «Одесский Горсовет» лежит на глубине 5—6 метров в 290 метрах от береговой линии посёлка Витязево. Ныряльщики могут увидеть сохранившиеся на судне машинное отделение и трюм, якорь, механизм тросовой лебёдки, надстройку полубака, грузовую палубу, трёхлопастный винт и внушительное перо руля. Поверхность сухогруза покрыта водорослями и раковинами мидий. Сохранились внутренние помещения носового полубака: умывальная комната, кафельный пол коридора, умывальники, некоторые двери. Полностью отсутствует надстройка судна, её элементы лежат по правому борту. В районе носовых трюмов корпус судна сильно повреждён с обоих бортов, видимо, взрывом торпеды. Часть корпуса и надстройка опутаны рыбацкими сетями, само местонахождение сухогруза отмечено небольшим буем. Расстояние до поверхности воды от высшей точки корабля составляет 0,8 метра.